# Hyde, Jekyll và tôi
Hyde, Jekyll và tôi (tiếng Hàn: 하이드 지킬, 나; Romaja: Haideu Jikil, Na; còn được biết với tên tiếng Anh: Hyde Jekyll, Me) là bộ phim truyền hình hài lãng mạn Hàn Quốc sản xuất cuối năm 2014, đầu năm 2015 bởi đài truyền hình SBS với sự tham gia diễn xuất của Hyun Bin và Han Ji-min. Bộ phim lên sóng tập đầu tiên ngày 21 tháng 1 năm 2015.
Được chuyển thể từ tác phẩm truyện tranh mạng Dr. Jekyll Is Mr. Hyde (tiếng Hàn: 지킬박사는 하이드씨) do Lee Chung-ho sáng tác, nội dung tập trung mô tả câu chuyện tình của một bệnh nhân mắc chứng DID (Dissociative Identity Disorder) mang hai nhân cách hoàn toàn trái ngược.

## Cốt truyện
Giám đốc Khu giải trí Wonderland, Goo Seo-jin, là tài phiệt đời thứ ba. Gia cảnh tuyệt vời, ngoại hình hoàn hảo, tài năng xuất chúng; Seo-jin dường như có mọi thứ để trở thành một người đàn ông hoàn mỹ. Nhưng anh lại là một bệnh nhân mắc chứng DID với hai nhân cách trái ngược trong người. Nhìn chung, trường hợp của Seo-jin có nét tương đồng với trường hợp của Dr. Jekyll trong tác phẩm Strange Case of Dr. Jekyll and Mr. Hyde của Robert Louis Stevenson. Nếu Jekyll trong trường hợp này là Seo-jin lạnh lùng, ích kỷ, thô bạo thì Hyde chính là Robin hiền lành, ân cần, hào hiệp. Mỗi lần trở thành Robin, Seo-jin không có chút ý thức và ký ức nào về những gì Robin thực hiện, tiếp xúc. Và vì anh trở thành Robin khi để mất kiểm soát cơ thể mình, Seo-jin luôn áp dụng nghiêm ngặt các phương pháp kiểm soát, điều hòa cơ thể dù chúng không hề dễ dàng. Năm năm trôi qua, Seo-jin vật lộn khống chế thân thể để Robin không "thoát" ra ngoài được. Cho đến một ngày, chuỗi ngày "yên ổn" của Seo-jin đã chấm dứt khi anh để Robin xuất hiện và cứu một cô gái.
Jang Ha-na là một diễn viên xiếc chuyên nghiệp, cô hào hứng trở lại Hàn Quốc từ Mỹ sau chuyến lưu diễn với đoàn xiếc nổi tiếng từ Canada để tiếp quản gánh xiếc Wonder đã có 40 năm tuổi của người cha quá cố tại Khu giải trí Wonderland. Ngày đầu tiên xuất hiện, Ha-na đã cứu Khu vui chơi một màn thua trông thấy khi bắt lại được một con khỉ đột bị xổng chuồng chạy loạn. Tuy nhiên, cô gặp phải rắc rối ngay lập tức khi Seo-jin kiên quyết hủy hợp đồng với gánh xiếc Wonder do hiệu suất làm việc không như ý. Để thuyết phục anh, Ha-na nhất quyết bám theo Seo-jin dù anh đang đi đến bệnh viện. Tại đây, không may cô chứng kiến một vụ tấn công bác sĩ và bị thủ phạm truy đuổi. Trong tình thế ngàn cân treo sợi tóc, cô được Robin cứu giúp. Từ đây, Ha-na rơi vào mối quan hệ phức tạp giữa Seo-jin và Robin.

## Diễn viên

### Diễn viên chính
- Hyun Bin vai Goo Seo-jin / Robin
- Han Ji-min vai Jang Ha-na

### Diễn viên phụ
- Sung Jun vai Yoon Tae-ju
- Lee Hye-ri vai Min Woo-jeong
- Lee Seung-jun vai Kwon Yeong-chan
- Han Sang-jin vai Ryu Seung-yeon
- Shin Eun-jeong vai Kang Hui-ae
- Lee Deok-hwa vai Goo Myeong-han
- Kim Do-yeon vai Han Ju-hui
- Kwak Hui-seong vai Sung Seok-won
- Lee Se-na vai Choi Seo-hui
- Lee Jun-hyeok vai Na Mu-jin
- Moon Yeong-dong vai Park Hui-bong
- Lee Won Geun vai Lee Eun-chang
- Oh Na-ra vai Cha Jin-ju
- Maeng Sang-hun vai Giám đốc Min
- Choi Su-han vai Goo Seo-jin (thiếu niên)

## Đánh giá
| Tập #      | Ngày phát sóng      | Người xem trung bình | Người xem trung bình | Người xem trung bình | Người xem trung bình |
| Tập #      | Ngày phát sóng      | TNmS Ratings         | TNmS Ratings         | AGB Nielsen          | AGB Nielsen          |
| Tập #      | Ngày phát sóng      | Toàn quốc            | Vùng thủ đô Seoul    | Toàn quốc            | Vùng thủ đô Seoul    |
| ---------- | ------------------- | -------------------- | -------------------- | -------------------- | -------------------- |
| 1          | 21 tháng 1 năm 2015 | 10.2%                | 13.2%                | 8.6%                 | 9.6%                 |
| 2          | 22 tháng 1 năm 2015 | 8.8%                 | 11.7%                | 8.0%                 | 8.6%                 |
| 3          | 28 tháng 1 năm 2015 | 7.2%                 | 8.5%                 | 7.4%                 | 8.6%                 |
| 4          | 29 tháng 1 năm 2015 | 7.7%                 | 8.6%                 | 6.6%                 | 7.1%                 |
| 5          | 04 tháng 2 năm 2015 | 6.2%                 | -                    | 5.9%                 | 6.3%                 |
| 6          | 05 tháng 2 năm 2015 | 6.7%                 | -                    | 5.3%                 | 5.4%                 |
| 7          | 11 tháng 2 năm 2015 | 5.5%                 | -                    | 5.1%                 | 5.2%                 |
| 8          | 12 tháng 2 năm 2015 | 6.9%                 | -                    | 6.2%                 | 7.0%                 |
| 9          | 18 tháng 2 năm 2015 | 5.4%                 | -                    | 4.7%                 | 5.0%                 |
| 10         | 19 tháng 2 năm 2015 | 5.5%                 | -                    | 5.4%                 | 5.3%                 |
| 11         | 25 tháng 2 năm 2015 | 4.9%                 | -                    | 5.6%                 | 6.4%                 |
| 12         | 26 tháng 2 năm 2015 | 5.7%                 | -                    | 5.2%                 | 5.6%                 |
| 13         | 4 tháng 3 năm 2015  | 4.0%                 | -                    | 3.8%                 | 4.1%                 |
| 14         | 5 tháng 3 năm 2015  | 5.3%                 | -                    | 4.7%                 | 4.6%                 |
| 15         | 11 tháng 3 năm 2015 | 3.9%                 | -                    | 3.8%                 | 3.2%                 |
| 16         | 12 tháng 3 năm 2015 | 5.1%                 | -                    | 3.9%                 | 3.5%                 |
| 17         | 18 tháng 3 năm 2015 | 3.6%                 | 4.5%                 | 3.5%                 | 3.9%                 |
| 18         | 19 tháng 3 năm 2015 | 4.5%                 | 5.3%                 | 4.4%                 | 3.3%                 |
| 19         | 25 tháng 3 năm 2015 | 3.4%                 | -                    | 3.4%                 | 3.6%                 |
| 20         | 26 tháng 3 năm 2015 | 4.7%                 | -                    | 4.3%                 | 4.6%                 |
| Trung bình | Trung bình          | 5.8%                 | -                    | 5.3%                 | 5.5%                 |

## Nhạc phim
Các ca khúc nhạc phim được sản xuất bởi MAYS Entertainment và phát hành bởi CJ E&M. Danh sách các đĩa đơn nhạc phim chính thức:
|        | Tiêu đề           | Trình bày      | Nhạc                | Lời                     | Phối khí                   | Ngày phát hành      | Định dạng   |
| ------ | ----------------- | -------------- | ------------------- | ----------------------- | -------------------------- | ------------------- | ----------- |
| Part.1 | "Falling"         | Park Bo-ram    | Park Se-jun, Han Ju | Park Se-jun, Lee Yu-jin | Lee Yu-jin                 | 22 tháng 1 năm 2015 | Kỹ thuật số |
| Part.2 | "Because of You"  | Baek Z Young   | VIP                 | VIP                     | VIP                        | 28 tháng 1 năm 2015 | Kỹ thuật số |
| Part.3 | "In my arms"      | Yoon Hyun-sang | Yoon Hyun-sang      | Yoon Hyun-sang          | Yoon Hyun-sang, Kim Se-hwi | 4 tháng 2 năm 2015  | Kỹ thuật số |
| Part.4 | "Wonderful World" | J Rabbit       | Jung Da-un          | J Rabbit                | J Rabbit                   | 12 tháng 2 năm 2015 | Kỹ thuật số |